# Tre fantastiche tredicenni
Tre fantastiche tredicenni è una serie televisiva tratta dal romanzo Girls in Love di Jaqueline Wilson.
Dalla serie è stato anche tratto un film televisivo, Girls in Tears, trasmesso il 18 aprile 2005 e composto da spezzoni dei primi cinque episodi della seconda stagione. La sigla e le canzoni del film sono delle Sugababes.
In Italia la seconda stagione è stata intitolata Tre fantastiche quattordicenni.

## Personaggi
Le protagoniste sono Ellie, Nadine e Magda, tre ragazze che affrontano i problemi di tutti i giorni.

### Eleanor "Ellie" Allard
Ellie è interpretata da Olivia Hallinan, è la meno bella e stilosa, è molto creativa, vivace, artistica ed è un po' buffa e strana. Ha 2 migliori amiche, Nadine che conosce dall'asilo, e Magda, che conosce solo dalla prima media.
Ellie ha una passione per l'arte trasmessa da suo padre. Sua mamma è morta quando lei era piccola e a causa di questo fatto a volte è un po' giù di corda. Avrà due relazioni, una con Russel e una con Dan.

### Nadine
Nadine è la migliore amica di Ellie e di Magda. È una dark ed è cupa, tetra e ribelle; per questo a volte si caccia nei guai. Conosce Ellie da quando era piccola, avrà una relazione con Liam, che la userà soltanto.

### Magda
Magda è la più bella e attraente, inoltre è molto popolare, chiacchierona, giocherellona, allegra, pettegola e spensierata. Piace moltissimo ai ragazzi. È sempre all'ultima moda e starà con Greg.